# Александер фон Ціцевіц
Александер фон Ціцевіц (нім. Alexander von Zitzewitz; 23 березня 1916, Кассель — 2 серпня 1943, Атлантичний океан) — німецький офіцер-підводник, капітан-лейтенант крігсмаріне.

## Біографія
8 квітня 1934 року вступив на флот. З 1 червня 1939 року — ад'ютант в штабі командувача торпедними катерами, з 1 листопада 1939 року — в штабі командувача есмінцями. З 1 квітня 1940 року — артилерійський офіцер на есмінці «Фрідріх Екольдт». З 18 квітня 1940 року — ад'ютант в 3-й флотилії есмінців. В липні 1940 року переданий в розпорядження дивізіону озброєння есмінців і того ж місяця призначений офіцером роти дивізіону. З вересня 1940 року — 1-й вахтовий і артилерійський офіцер на есмінці Z23.
З 30 червня по 26 жовтня 1941 року пройшов курс підводника, після чого був переданий в розпорядження 3-ї флотилії. З 30 листопада 1941 по 7 січня 1942 року пройшов курс командира підводного човна, після чого був направлений на будівництво U-706. З 16 березня 1942 року — командир підводного човна U-706, на якому здійснив 5 походів (разом 185 днів у морі). 2 серпня 1943 року U-706 був потоплений у Північній Атлантиці північно-західніше мису Ортегаль (46°15′ пн. ш. 10°25′ зх. д.) глибинними бомбами американського бомбардувальника «Ліберейтор» і канадського бомбардувальника «Хемпден» 4 члени екіпажу були врятовані, 42 (включаючи Ціцевіца) загинули.
Всього за час бойових дій потопив 3 кораблі загальною водотоннажністю 18 650 тонн.
| Дата           | Назва корабля  | Тип               | Тоннаж | Вантаж                                                                       | Екіпаж | Загинули | Країна             | Конвой  |
| -------------- | -------------- | ----------------- | ------ | ---------------------------------------------------------------------------- | ------ | -------- | ------------------ | ------- |
| 12 жовтня 1942 | Stornest       | Торговий пароплав | 4,265  | 6000 тонн вугілля                                                            | 49     | 49       | Британська імперія | ONS-136 |
| 5 квітня 1943  | British Ardour | Паровий танкер    | 7,124  | 10 000 тонн Адміралтейського мазуту                                          | 62     | 0        | Британська імперія | HX-231  |
| 12 квітня 1943 | Fresno City    | Торговий теплохід | 7,261  | 3000 тонн марганцевої руди і 5965 тонн генеральних вантажів, включаючи пошту | 45     | 0        | Британська імперія | HX-232  |

## Звання
- Кандидат в офіцери (8 квітня 1934)
- Фенріх-цур-зее (1 липня 1935)
- Оберфенріх-цур-зее (1 січня 1937)
- Лейтенант-цур-зее (1 квітня 1937)
- Оберлейтенант-цур-зее (1 квітня 1939)
- Капітан-лейтенант (1 жовтня 1941)
- Корветтен-капітан (1 серпня 1943)

## Нагороди
- Медаль «За вислугу років у Вермахті» 4-го класу (4 роки)
- Залізний хрест
  - 2-го класу (1940)
  - 1-го класу (квітень 1943)
- Нагрудний знак підводника (14 лютого 1943)